# Le Petit Lange
Le Petit Lange est un portrait d'enfant réalisé en 1862 par le peintre français Édouard Manet. 
Le tableau, de dimensions 116,5 × 72 cm, peint à l'huile sur toile, montre le portrait en grandeur nature d'un garçon d'environ cinq ans, de la famille Lange, amie de l'artiste. Dans ses teintes sombres en camaïeu, il rappelle les tableaux de ses précurseurs espagnols, mais aussi le Gilles d'Antoine Watteau au Louvre. L'exécution, en partie seulement esquissée, de cette œuvre de jeunesse de Manet préfigure la phase impressionniste ultérieure de l'artiste. Le tableau Le Petit Lange est conservé au Staatliche Kunsthalle de Karlsruhe.

## Description
Dans le tableau Le Petit Lange, Manet peint le portrait en pied d'un garçonnet d'environ cinq ans, vu de face. Le personnage est debout, les jambes légèrement écartées, devant un arrière-plan indéfini de divers tons bruns, aux accents gris-vert. Le garçon porte sur la tête un chapeau rond noir à large bord, légèrement repoussé en arrière. Le personnage est vêtu d'un complet de dimanche typique pour l'époque composé d'une culotte de toile à lacets et d'un paletot. Sous ce manteau l'enfant porte une chemise blanche, dont la manchette et le début de la manche dépassent nettement sur le bras gauche. Le col blanc de la chemise est rabattu par-dessus le paletot. Au-dessus de chaussures noires, des guêtres grises à fermeture noire couvrent les jambes jusqu'au genou.
Le bras gauche est estompé. La main droite, légèrement pliée vers l'avant, tient un jouet typique pour l'époque de la création du tableau, à savoir une cravache tressée, légèrement incurvée, et une bride de couleur vermillon. Toutefois, la photo ne montre pas le garçon en train de jouer - par exemple avec un cheval en bois - mais dans une pose immobile.
La source de lumière principale projette la lumière directe de devant sur le visage de l'enfant, de telle sorte que le fond du tableau paraît le plus clair directement derrière la tête sans que l'on puisse voir une ombre. Une deuxième source de lumière, plus faible, se dirige d'en haut à gauche vers la région des pieds de l'enfant, de sorte que dans cette zone on voit des ombres se dessiner vers l'arrière droit. Alors que de grandes parties du tableau sont plutôt esquissées d'un trait de pinceau rapide, le visage du garçon est plus finement élaboré. Les cheveux noirs, soigneusement coiffés avec une raie, sont rendus par l'artiste avec un léger brillant soyeux, et les joues pleines sont teintées de rose. Sous la petite bouche fermée aux lèvres rouges on discerne une petite fossette. L'enfant semble regarder l'observateur directement avec ses yeux de couleur marron foncé. Le regard de l'enfant est décrit par les divers auteurs comme sérieux voire mélancolique.
L'arrière-plan du tableau a été diversement interprété. Ainsi, Gert Reising suppose l'existence d'un rideau derrière le garçon. L'historienne d'art Juliet Wilson-Bareau entrevoit au contraire, en considérant les tons verts du fond qui transparaissent dans la partie basse du tableau, la possibilité, que le tableau Le Petit Lange recouvre un tableau antérieur, ou qu'il recouvre un fragment d'un tableau de dimensions plus importantes. Mais comme le tableau n'a pas été examiné aux rayons X, ces hypothèses n'ont pas pu être confirmées.

## Identification du personnage

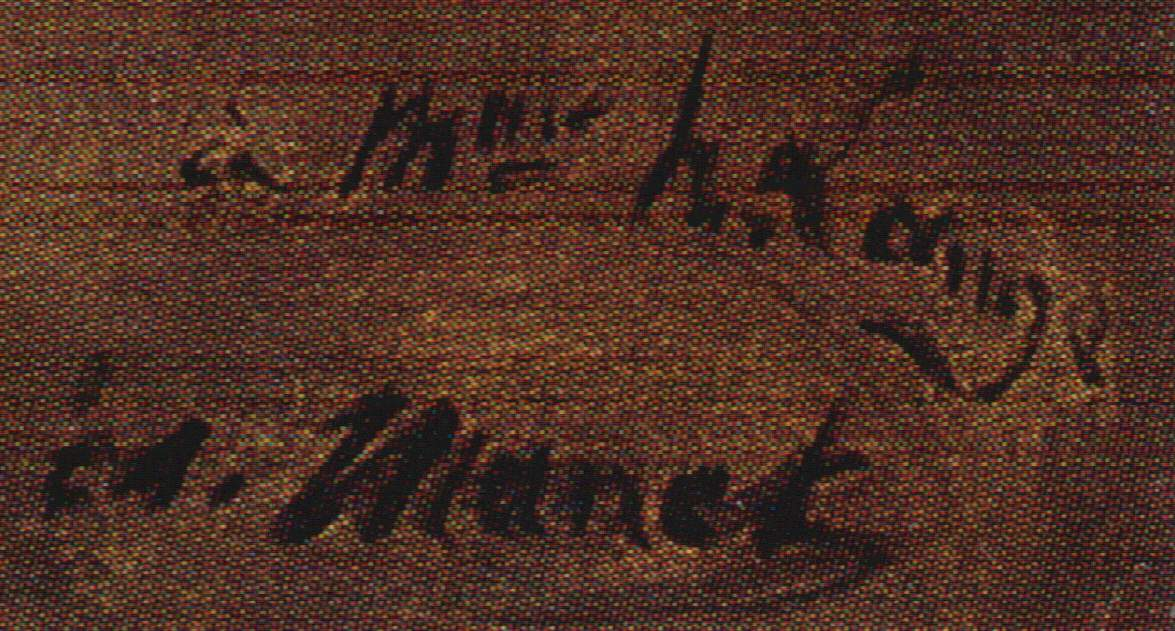
Dédicace et signature du tableau.

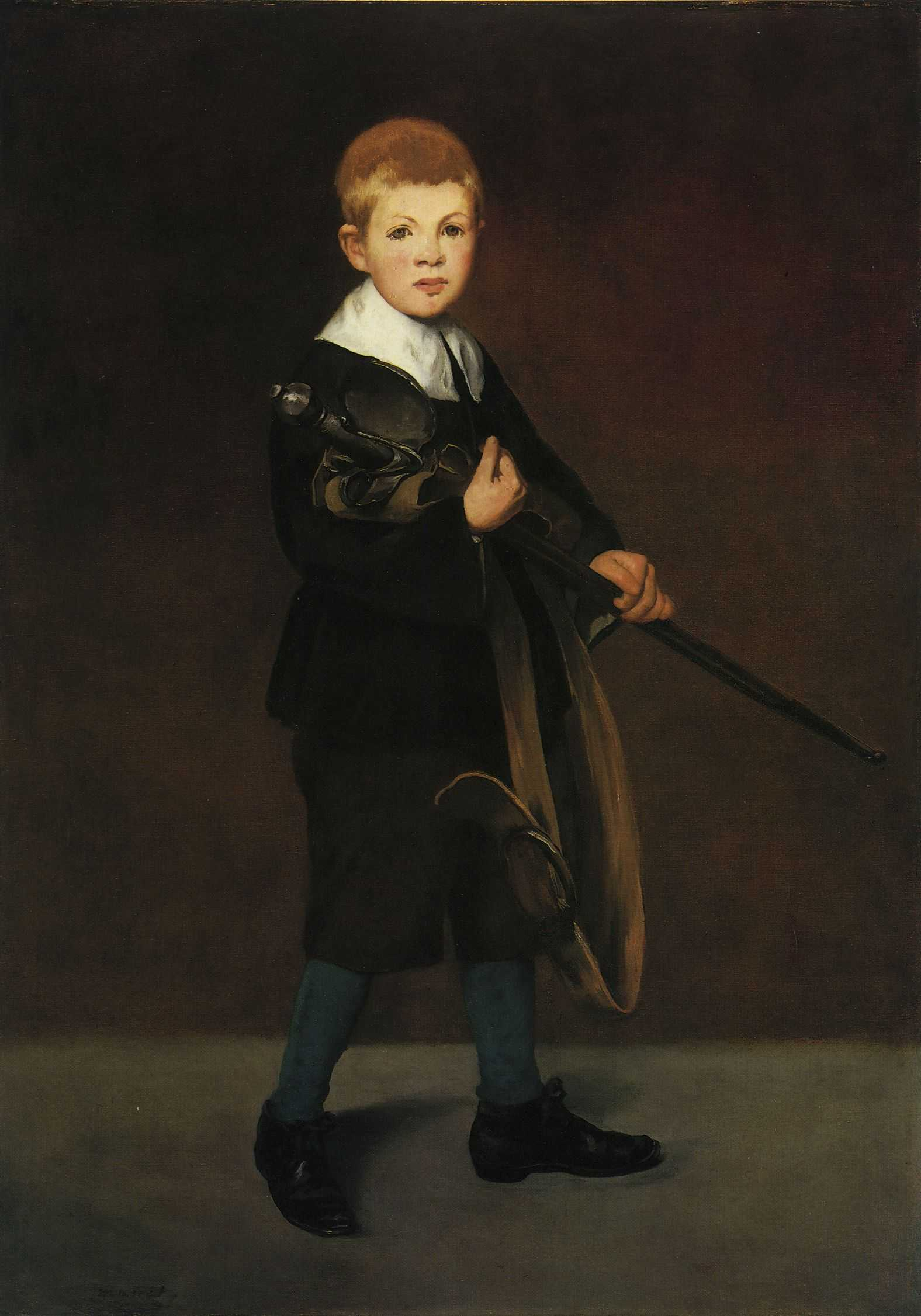
Édouard Manet :
L'Enfant à l'épée. 1860–61

L'identification du garçon du portrait a longtemps posé question aux historiens d'art, ce qui a compliqué la datation du tableau et son insertion dans la chronologique des œuvres de Manet. Une première indication est livrée par Édouard Manet lui-même dans la dédicace qui figure dans le coin inférieur gauche du tableau, au-dessus de la signature « éd. Manet ». On peut en effet y lire « à Mme h. Lange » ; l'historienne d'art Juliet Wilson-Bareau observe que la lettre h pourrait aussi être un n. La dédicace permet de conclure que l'enfant représenté est un fils de cette Madame Lange, sans toutefois expliquer la présence de l'initiale devant le nom de famille. D'autre part, on trouve le nom de Lange dans l'album de photographies de la famille Manet. Sur une carte de visite figure, sous une photo d'un homme assis, l'inscription manuscrite Lange. Adolphe Tabarant, biographe de Manet, a interrogé Léon Leenhoff, fils biologique mais non reconnu du peintre, sur l'environnement personnel de l'artiste. D'après Leenhoff, Madame Lange faisait partie des personnes fréquentant le salon littéraire hebdomadaire tenu par la mère et l'épouse de Manet les mardis.
Une autre indications sur la famille Lange est fournie par la correspondance entre Théodore Duret, ami et biographe de Manet, et le collectionneur danois Vilhelm Hansen. Lorsqu'en 1916 Hansen s'intéressait au tableau Le Petit Lange, Théodore Duret lui écrivait que l'enfant du portrait était l'un des fils d'un Monsieur Lange. D'après Duret toujours, Lange faisait partie des collaborateurs de Ferdinand de Lesseps pour la construction du canal de Suez, dont la construction avait commencé en 1859. D'après les informations fournies par le Wildenstein Institute qui a notamment édité le catalogue raisonné de Manet en 1975, le père du garçon se nomme Daniel Adolphus Lange. Des recherches entreprises sur la création du tableau Le Petit Lange à l'occasion des expositions Manet de Paris et New York de 2002-2003 n'ont pas fourni de résultats supplémentaires quant à l'identité précise de l'enfant, de sorte que l'on ne sait pas à ce jour lequel des fils de Daniel Adolphus Lange est représenté dans le tableau Le Petit Lange.

## Datation du tableau
La date de création exacte du tableau Le Petit Lange n'est pas connue. Un indice est peut-être une photographie d'un enfant qui se trouve dans l'album de photos de Manet immédiatement à côté d'une carte de visite de Monsieur Lange. L'enfant sur la photo n'est pas le fils de la famille Lange, mais une fille inconnue. Sur le dos de la photo est notée l'année 1861. Ceci conduit Juliet Wilson-Bareau à supposer que la carte de visite de Monsieur Lange date de la même année. Il est donc plausible de conclure à une relation étroite entre les familles Manet et Lange à cette époque.
Pour la datation du tableau Le Petit Lange, les historiens d'art le comparent, du point de vue thématique, à deux autres tableaux de Manet. Ainsi, Juliet Wilson-Bareau et Manuela B. Mena Marqués voient des recoupements thématiques à la fois avec le tableau L'Enfant à l'épée de 1860–61, et dans la représentation de l'enfant dans le tableau Le Vieux Musicien de l'année 1862,.

## Les modèles espagnols et Watteau

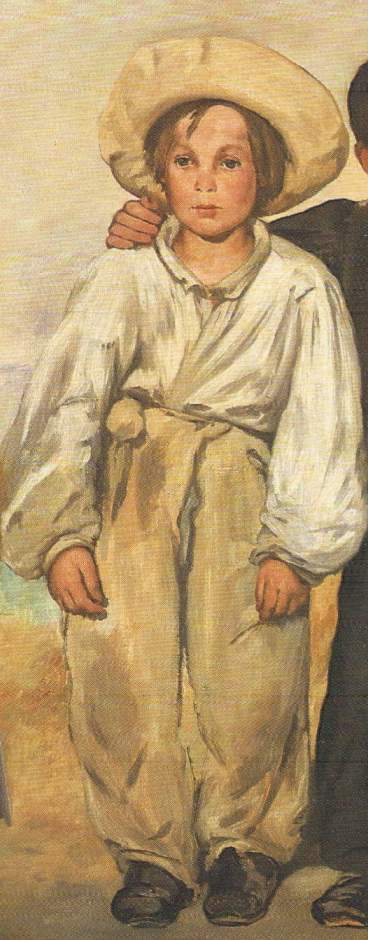
Détail du Vieux Musicien, à comparer au Gilles de Watteau.

Le Paris des années 1860 était sous le charme d'une mode espagnole. Une des raisons en était l'origine espagnole de l'impératrice Eugénie; une autre raison était la présence d'une groupe théâtrale espagnole qui enchantait le public par des représentations folkloriques. 
Au début des années 1860, Manet copiait, au Louvre, les œuvres de Diego Velázquez, son peintre espagnol préféré. D'autres tableaux du peintre espagnol, comme le tableau Infante Don Carlos, devaient être connus de Manet par les reproductions figurant dans l'ouvrage Histoire des peintres de toutes les écoles de Charles Blanc. L'influence de Velázquez sur Manet est particulièrement visible dans le tableau L'Enfant à l'épée de l'année 1861. L'enfant représenté dans ce tableau est vêtu à la mode espagnole du XVIIe siècle, et le tableau, dans sa peinture ton sur ton, fait directement référence à Velázquez. Les parallèles avec Le Petit Lange sont frappants à la fois dans le regard du garçon, et dans le style et la couleur des vêtements. Dans les deux cas, un jeune garçon vêtu de noir est debout devant un fond marron, même si L'Enfant à l'épée est peint de manière plus classique que Le Petit Lange. La peinture ton sur ton est, pour les historiens d'art, non seulement due à l'influence de Diego Velázquez; d'autres, comme Jan Lauts, parlent du « noir espagnol » dans la palette de Manet.
En plus de Velázquez, divers tableaux d'enfants de Goya ont pu inspirer Manet pour le tableau Le Petit Lange. Ainsi, le portrait de Victor Guye qui date de 1810 représente également un garçon habillé en noir devant un arrière-plan sombre. Le regard direct de l'enfant vers l'observateur se retrouve également dans ce tableau. La représentation de Pepito Costa y Bonelis du même peintre montre — à nouveau devant un arrière-plan sombre — un garçon dans une position semblable à celle du petit Lange. Ce tableau comporte en plus un décor composé de jouets, parmi lesquels un cheval de bois, que Manet a pu indiquer sous la forme de la cravache et de la bride. On remarque aussi dans Pepito Costa y Bonelis le chapeau qu'il tient à la main, et dont la plume rouge est répétée, par Manet, dans le rouge de la bride du petit Lange.
En dehors des artistes espagnols, les historiens d'art considèrent comme modèle, pour Le Petit Lange, le tableau Gilles du peintre Antoine Watteau que Manet a pu étudier au Louvre,,. En plus de la représentation de face, en taille réelle, et une position presque identique, les historiens d'art voient des ressemblances dans le rendu du chapeau et dans le regard mélancolique. Dans le tableau Le Vieux Musicien, Manet se réfère encore plus manifestement au Gilles de Watteau que dans Le Petit Lange.

Peintres espagnols et Watteau
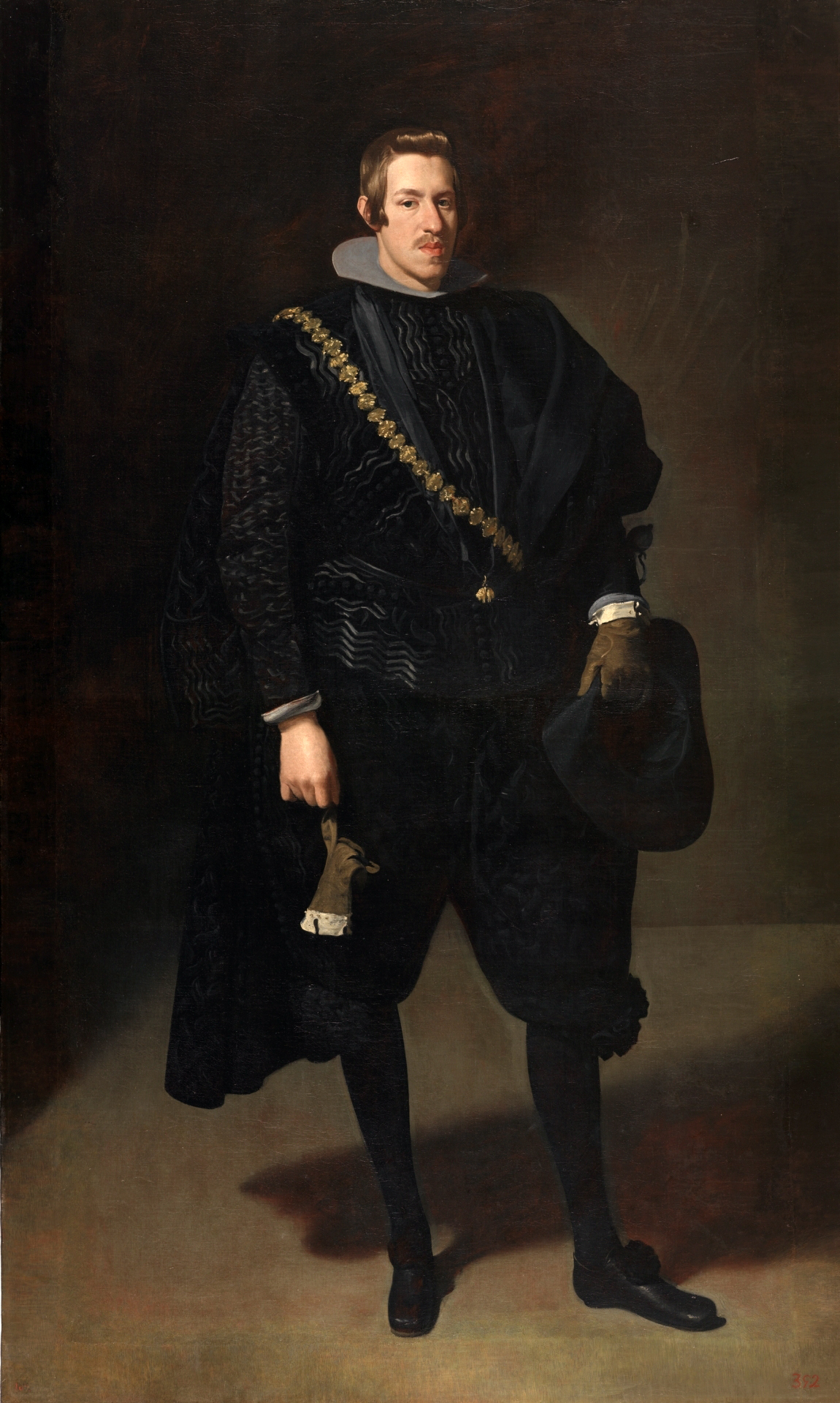
Diego Velazquez: Infante Don Carlos 1626–27
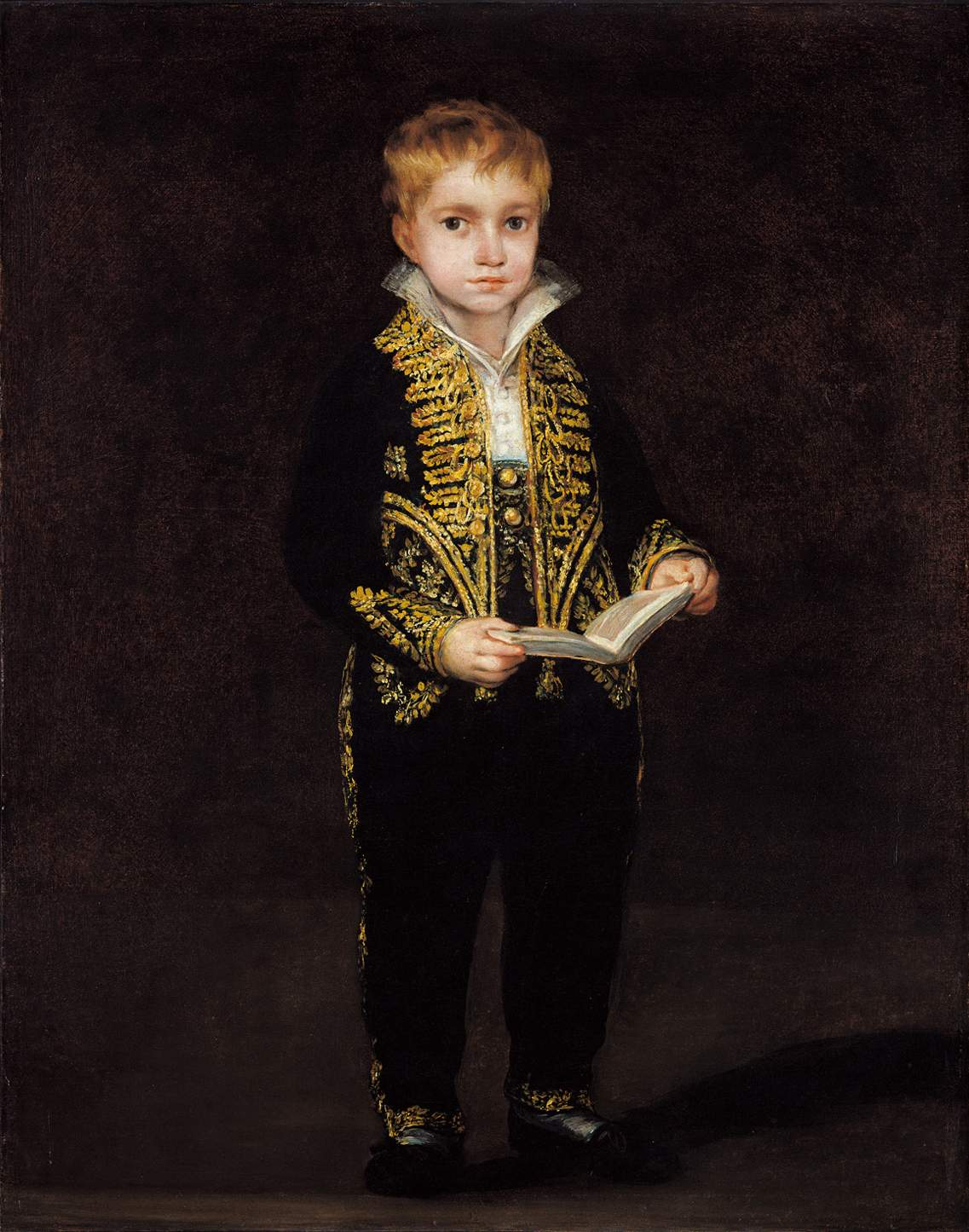
Francisco de Goya: Victor Guye 1810
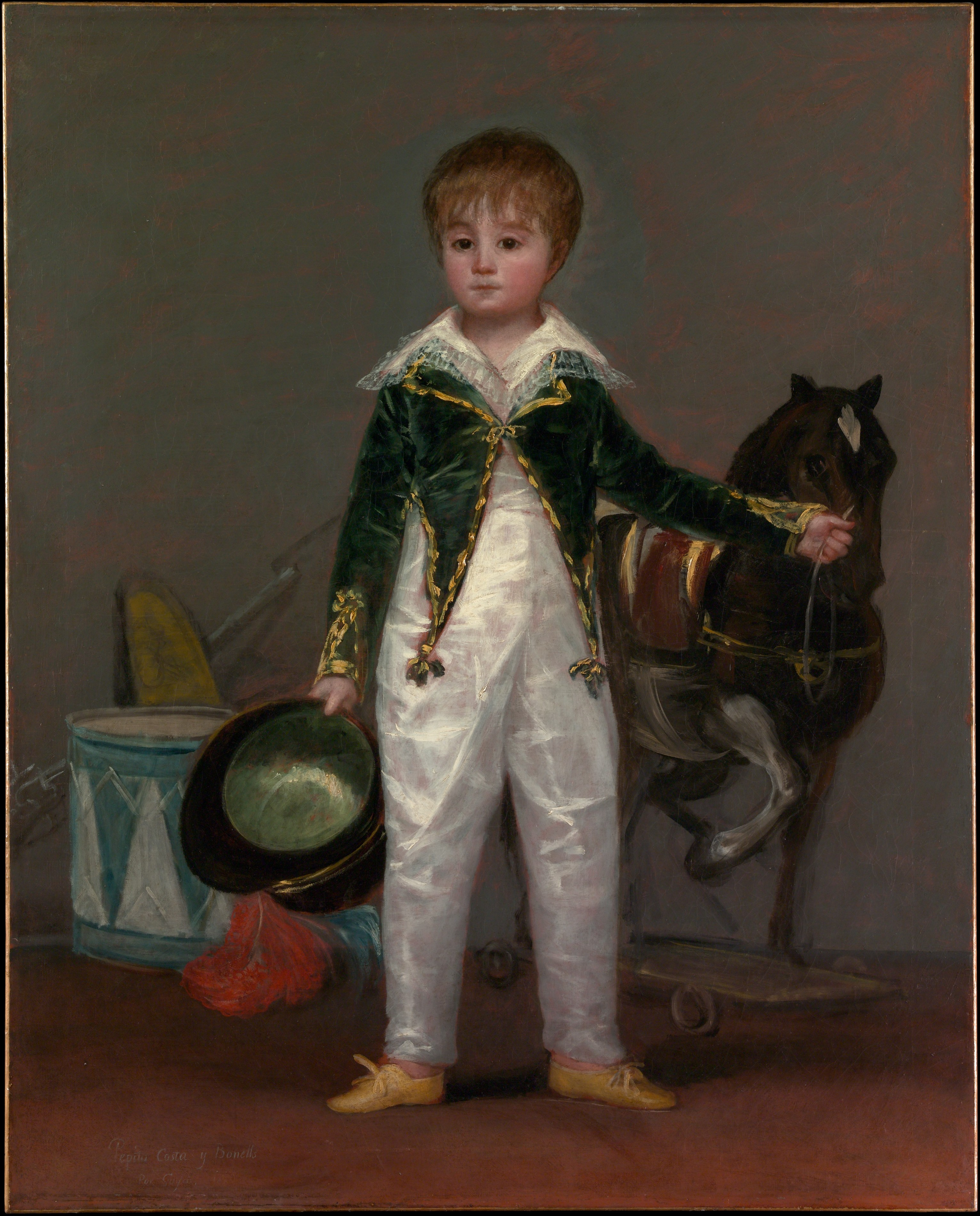
Francisco de Goya: Pepito Costa y Bonelis vers 1813
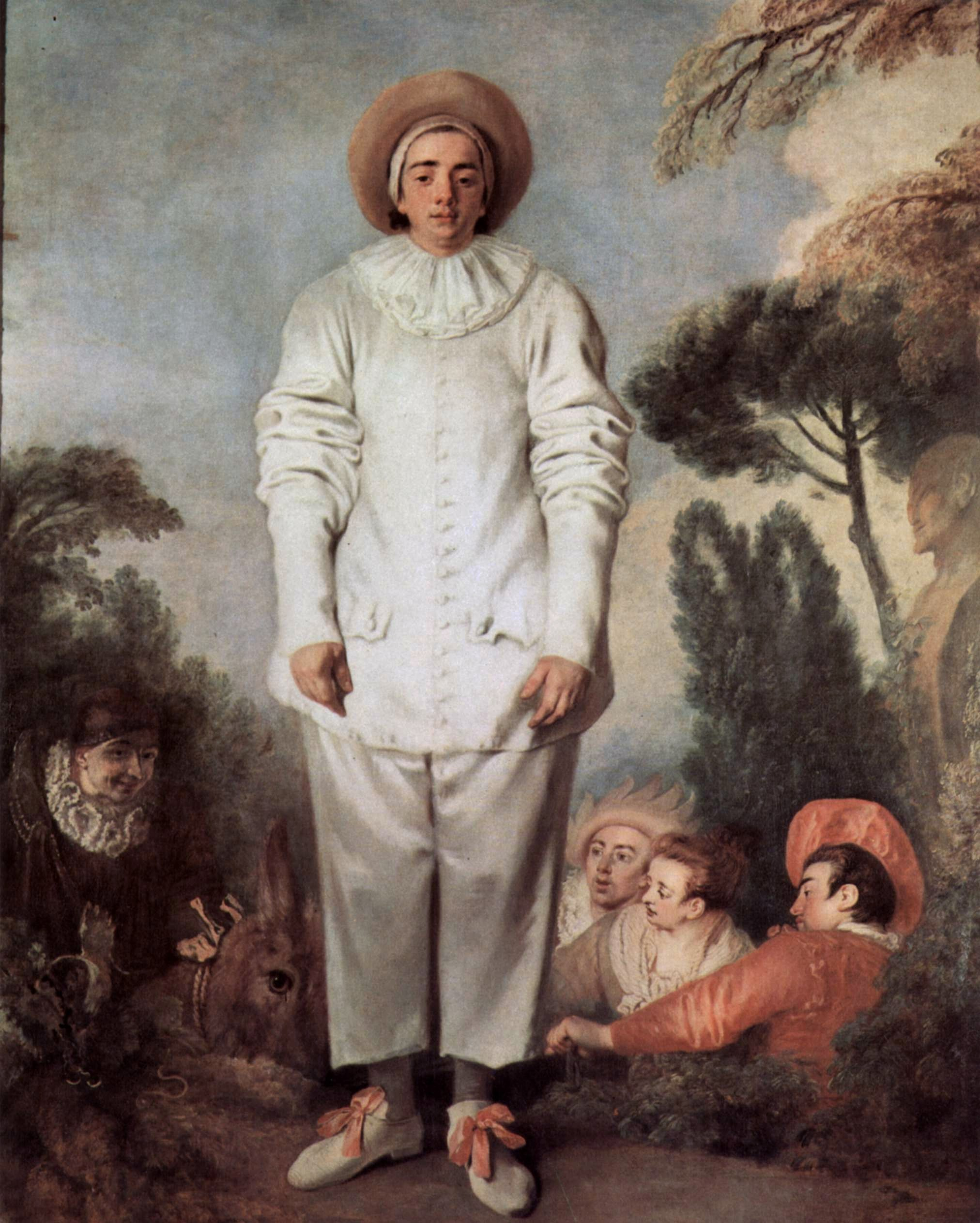
Antoine Watteau: Gilles 1717-1719

## Portraits d'enfants par Manet
Le tableau Le Petit Lange appartient, comme d'autres peintures d'enfants réalisées autour des années 1860, aux œuvres de jeunesse de Manet, même si le style, parfois simplement esquissé, est une préfiguration des tableaux impressionnistes des années 1870 et 1880. Après le tableau Le Petit Lange, les enfants font le plus souvent partie, dans l’œuvre de Manet, d'une composition plus large, ou sont représentés en partie de profil. Ainsi, le tableau La Musique aux Tuileries, de 1862, contient un groupe de deux enfants jouant comme élément vivant dans une représentation de la société parisienne. Dans le tableau Le Fifre, qui date de 1866, on voit, en plus de nettes influences espagnoles, aussi des influences japonaises. Le garçon, en uniforme, est à nouveau peint en taille réelle devant un arrière-plan indéfini. Prévu pour le Salon de Paris, son exécution est plus soignée.
Dans les années 1870, influencé par son ami Claude Monet, Manet se rapproche plus nettement du style de peinture impressionniste. Un exemple de cette démarche est le tableau Le Petit Jacques Hoschedé au jardin. Comme dans Le Petit Lange, le garçon représenté dans le tableau est le fils d'une famille amie. On remarque, dans cette représentation d'un enfant dans son environnement naturel la palette plus colorée de l'artiste et la conduite de pinceau plus légère. Le tableau Henry Bernstein enfant, peint seulement deux années avant la mort de Manet, montre le plus de ressemblances thématiques avec le tableau Le Petit Lange. La représentation grandeur nature de l'enfant, vêtu d'un costume marin blanc, est comme une version en négatif du tableau Le Petit Lange peint vingt ans plus tôt. Le portrait représente à nouveau un enfant de cinq ans d'une famille amie, le futur dramaturge parisien Henri Bernstein. Comme dans Le Petit Lange, l'arrière-plan est esquissé, de ton marron, le chapeau rond noir basculé en arrière, une attitude presque identique et une pose immobile avec un regard direct vers l'observateur. Là également, le moelleux et le soyeux des cheveux est rendu avec soin.

Tableaux d'enfants par Manet
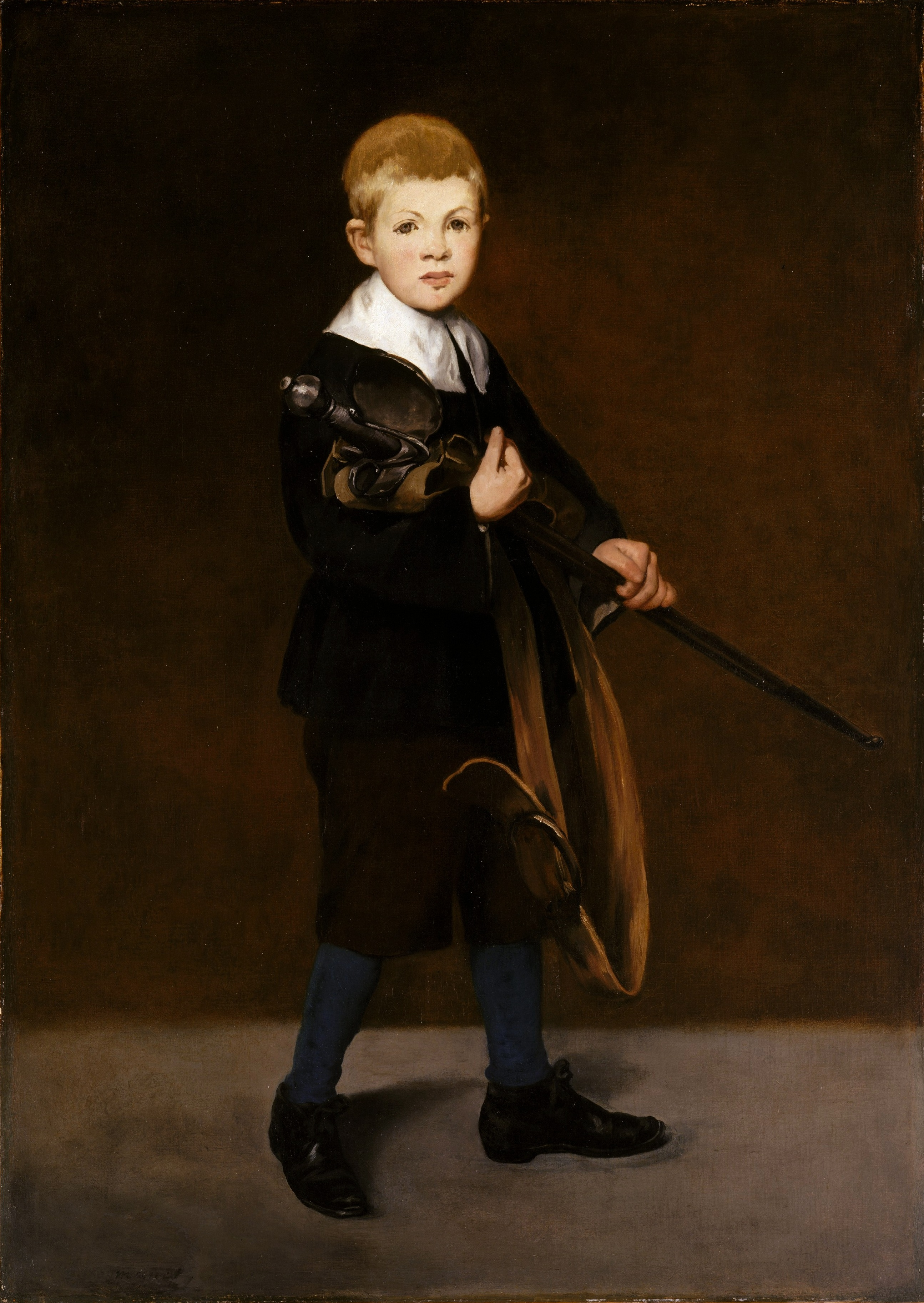
L'Enfant à l'épée 1861
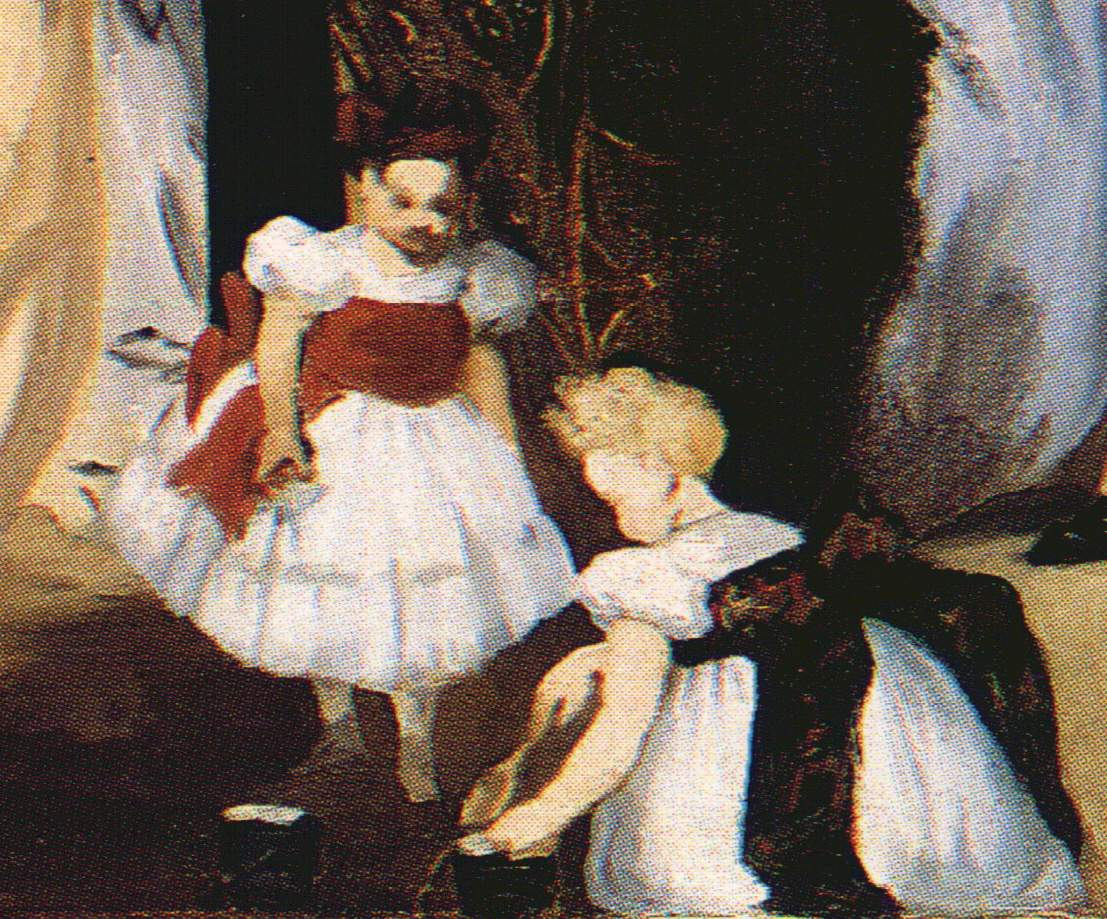
Enfants jouant dans La Musique aux Tuileries 1862
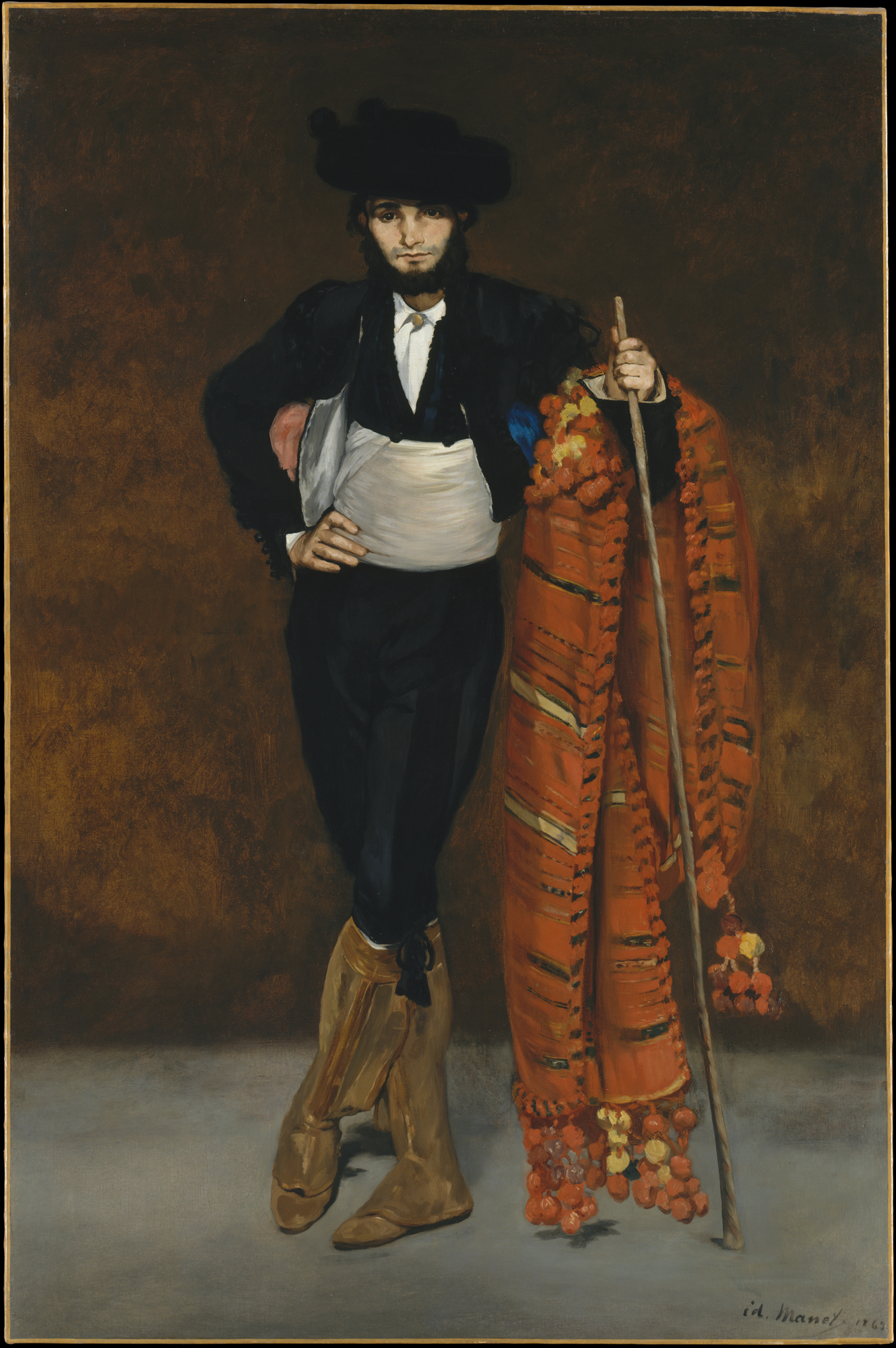
Jeune Homme en costume de majo 1863
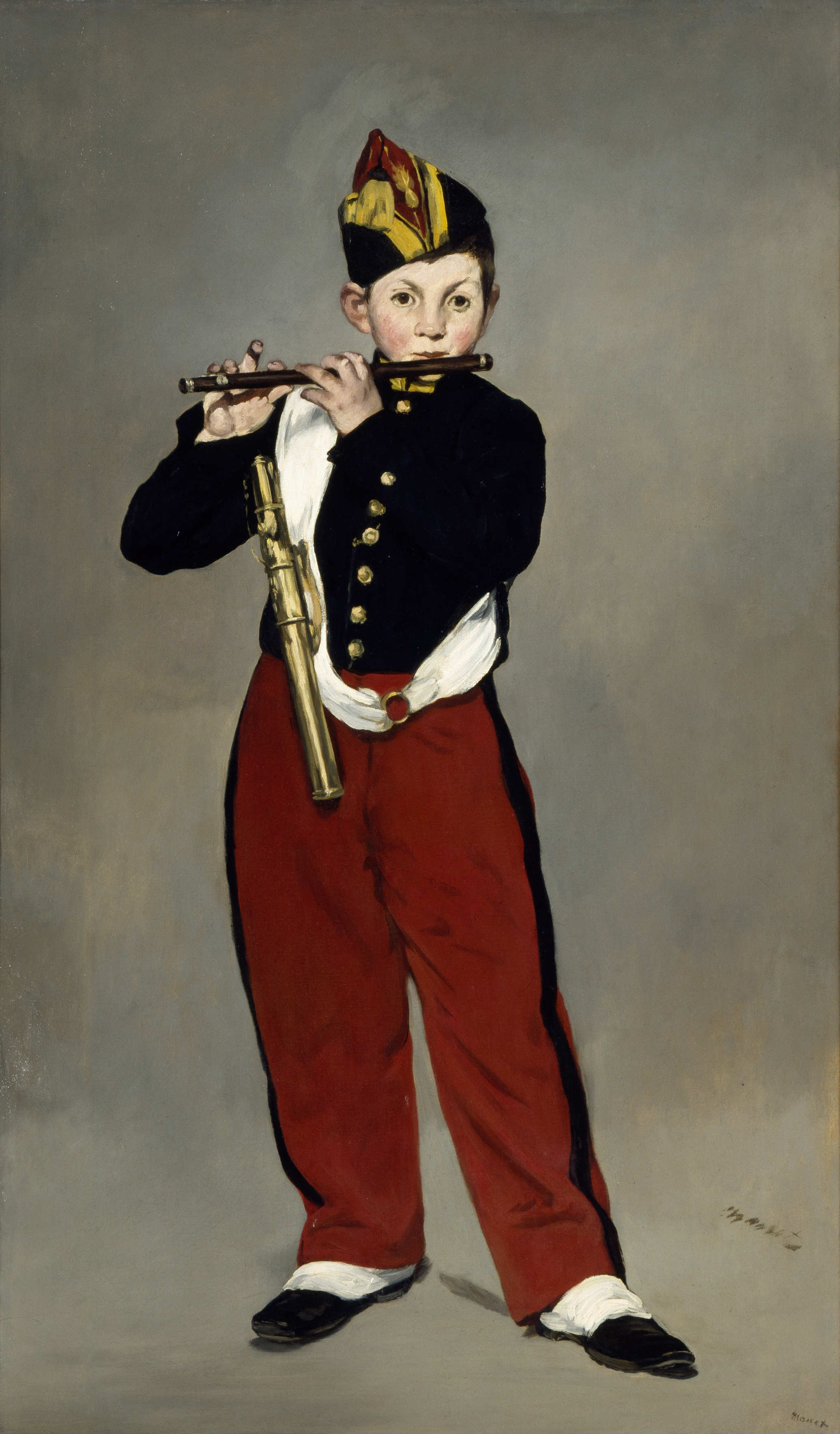
Le Joueur de fifre 1866
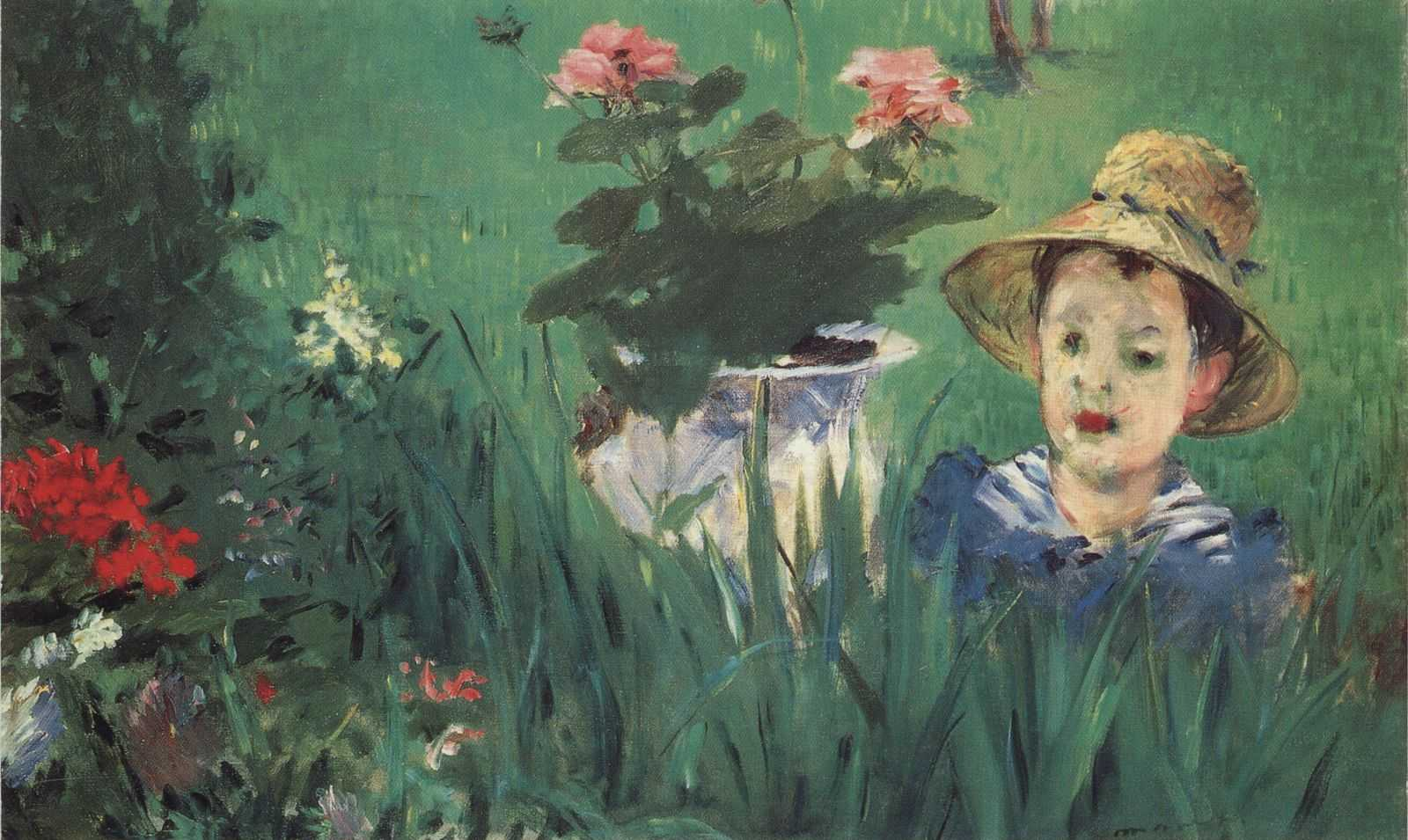
Le Petit Jacques Hoschedé au jardin 1878
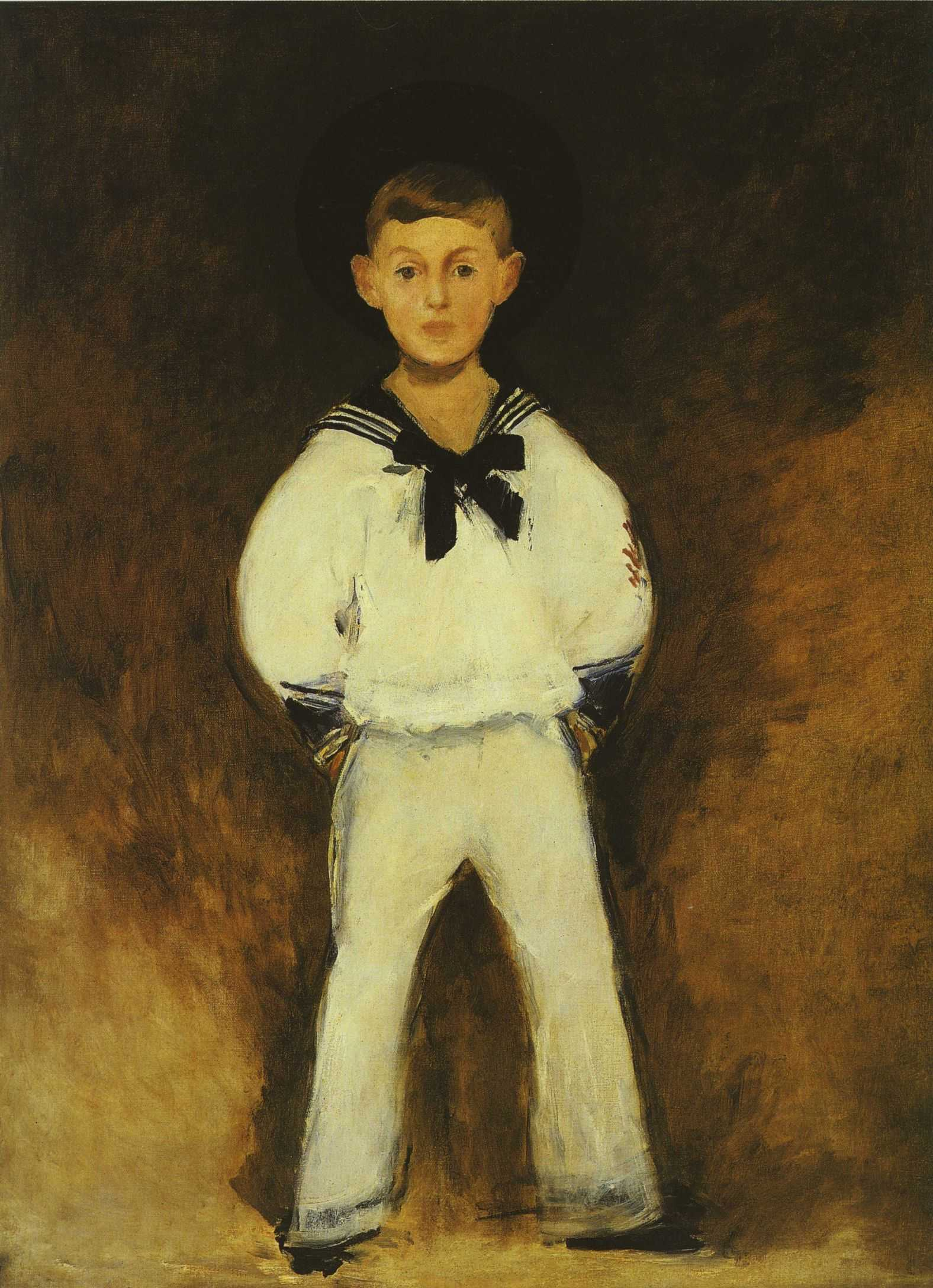
Henry Bernstein enfant 1881

## Portraits d'enfants contemporains
D'autres artistes ont été influencés, à l'époque de Manet, par Velázquez et Goya. On le voit dans les portraits d'enfants Marie-Anne, la fille de l'artiste de Carolus-Duran, un ami de Manet, ou le portrait Robert de Cévrieux par John Singer Sargent. Vêtus de noir, les enfants posent devant un rideau sombre. Les liens avec les modèles espagnols sont manifestes. Comme chez Manet, le regard des deux enfants est dirigé vers le spectateur.
Comme chez Manet, qui donne au petit Lange une cravache et une bride à tenir en accessoires, on trouve des attributs semblables chez les peintres impressionnistes autour de Manet. Le tableau Jean Monet sur son cheval à bascule de Claude Monet montre son fils sur un cheval à bascule dans un jardin, mais, contrairement au petit Lange, présenté en train de jouer. Renoir, dans le tableau L'Enfant au fouet, présente également un enfant dans un environnement naturel, mais comme dans Le Petit Lange de Manet, l'enfant est immobile. 

Portraits d'enfants par des contemporains de Manet
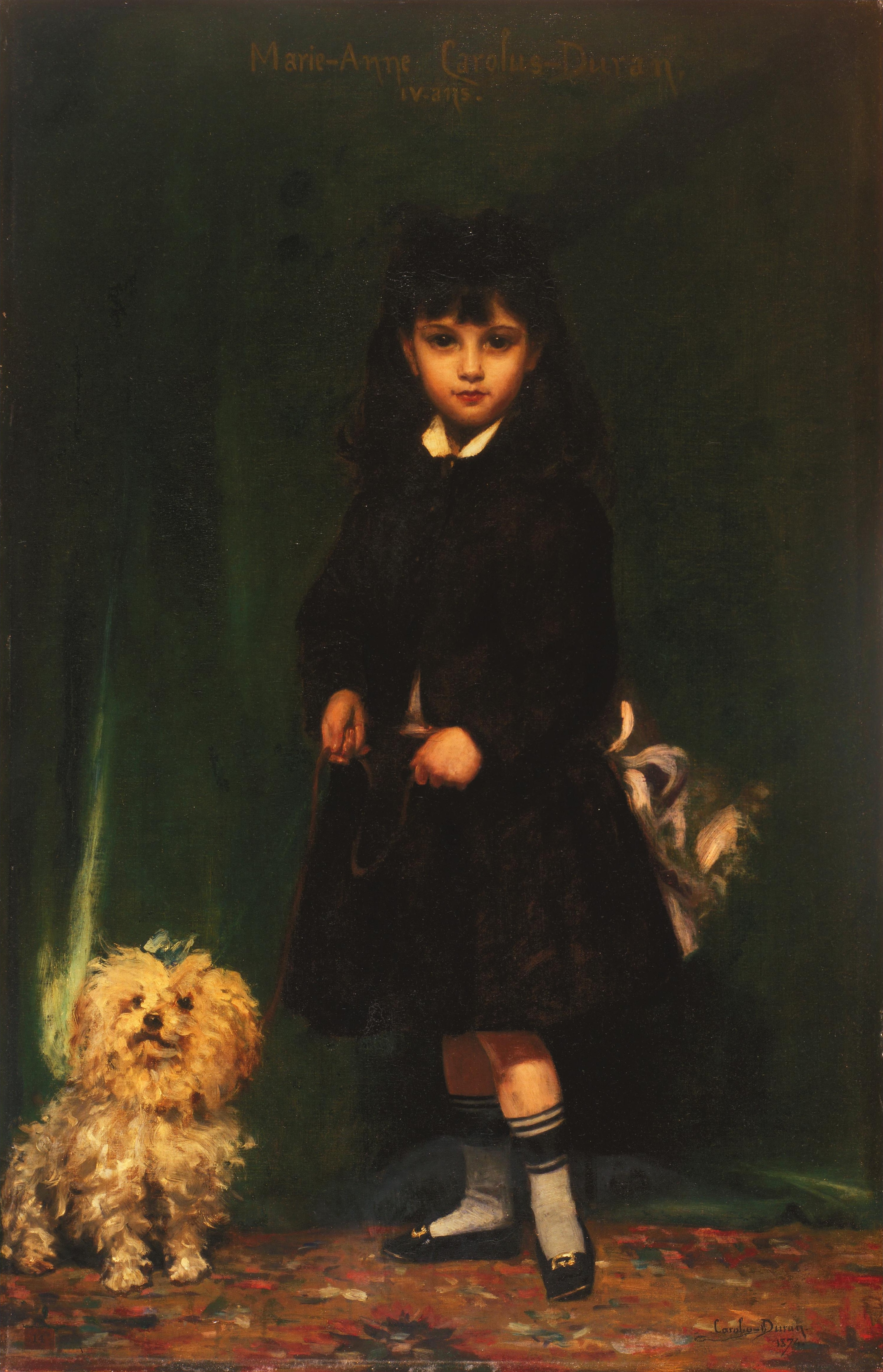
Carolus-Duran: Marie-Anne, la fille de l'artiste 1874
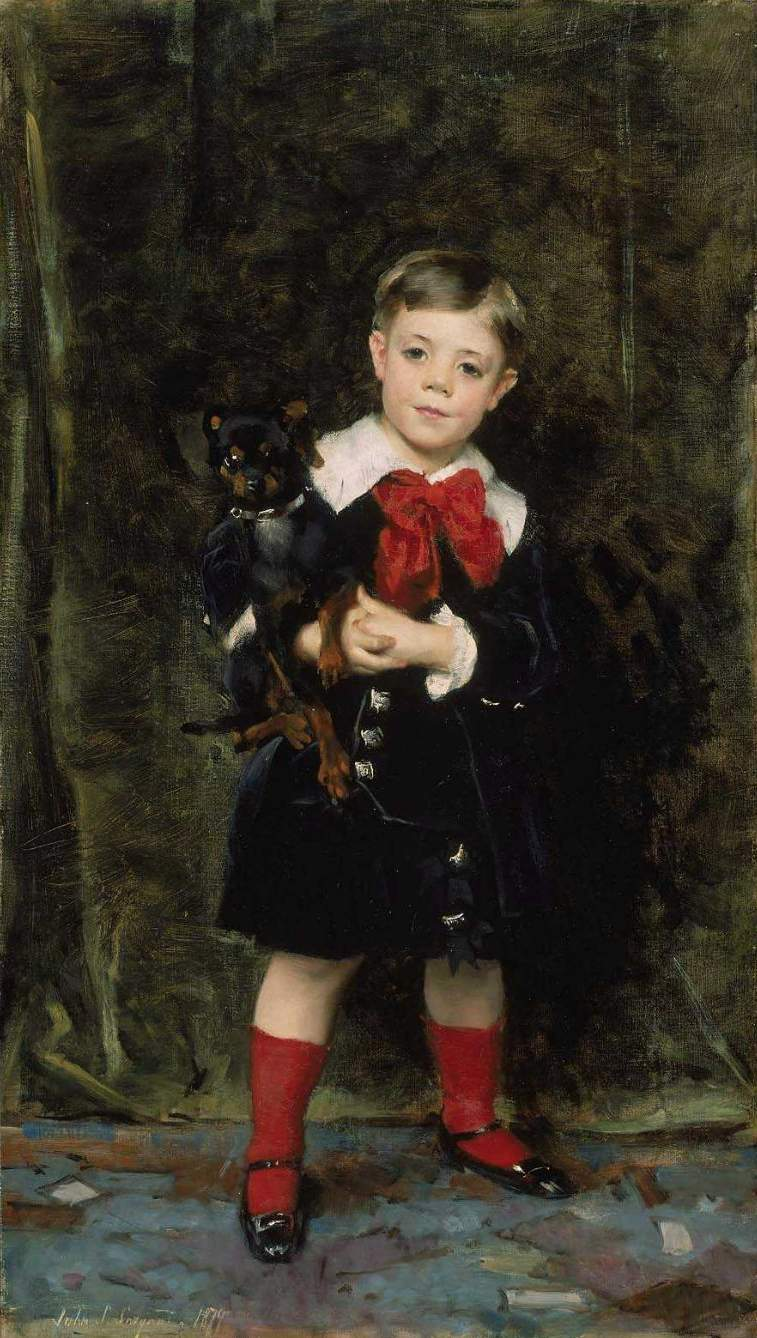
John Singer Sargent : Robert de Cevrieux 1879
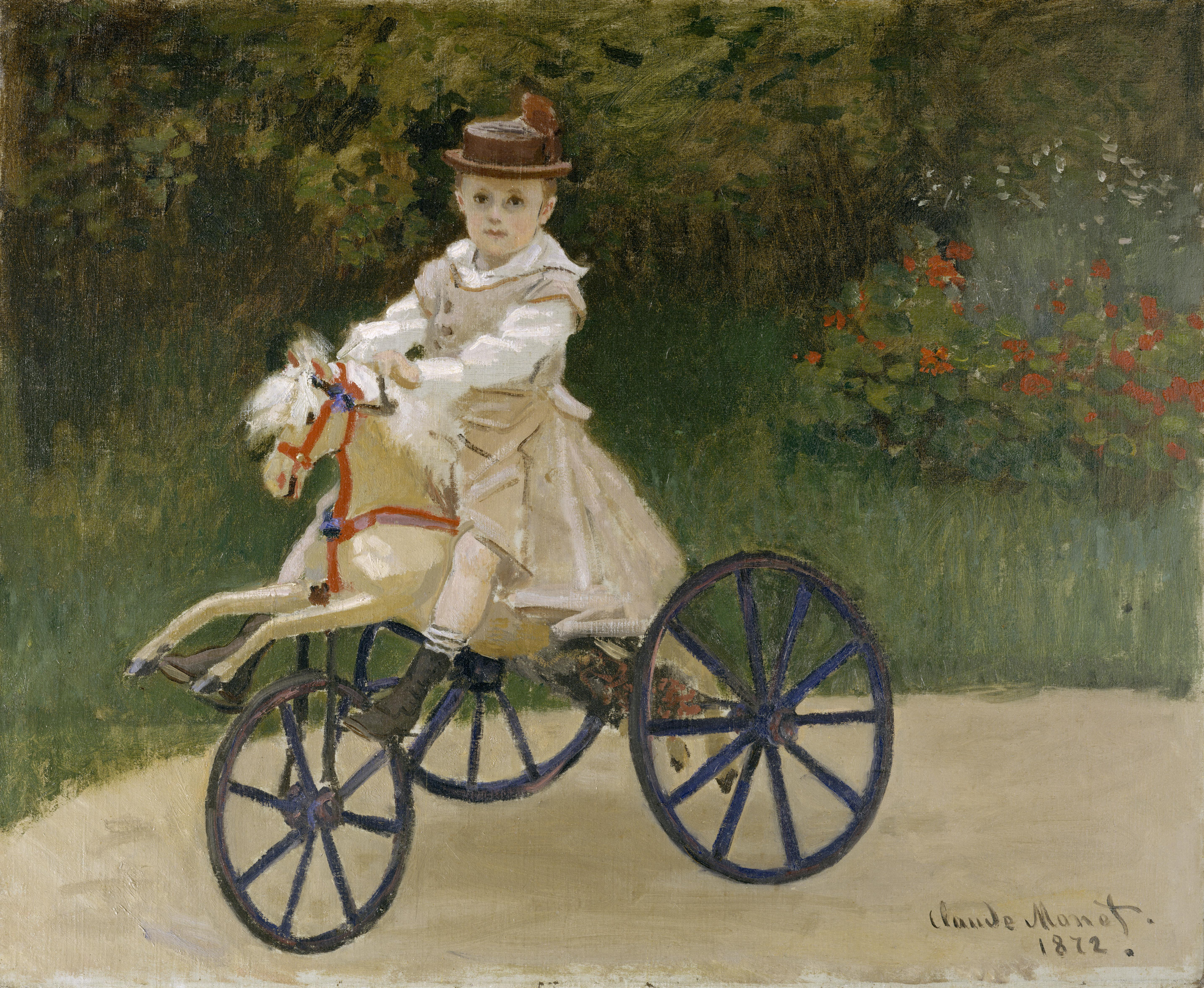
Claude Monet : Jean Monet sur un cheval à bascule 1872
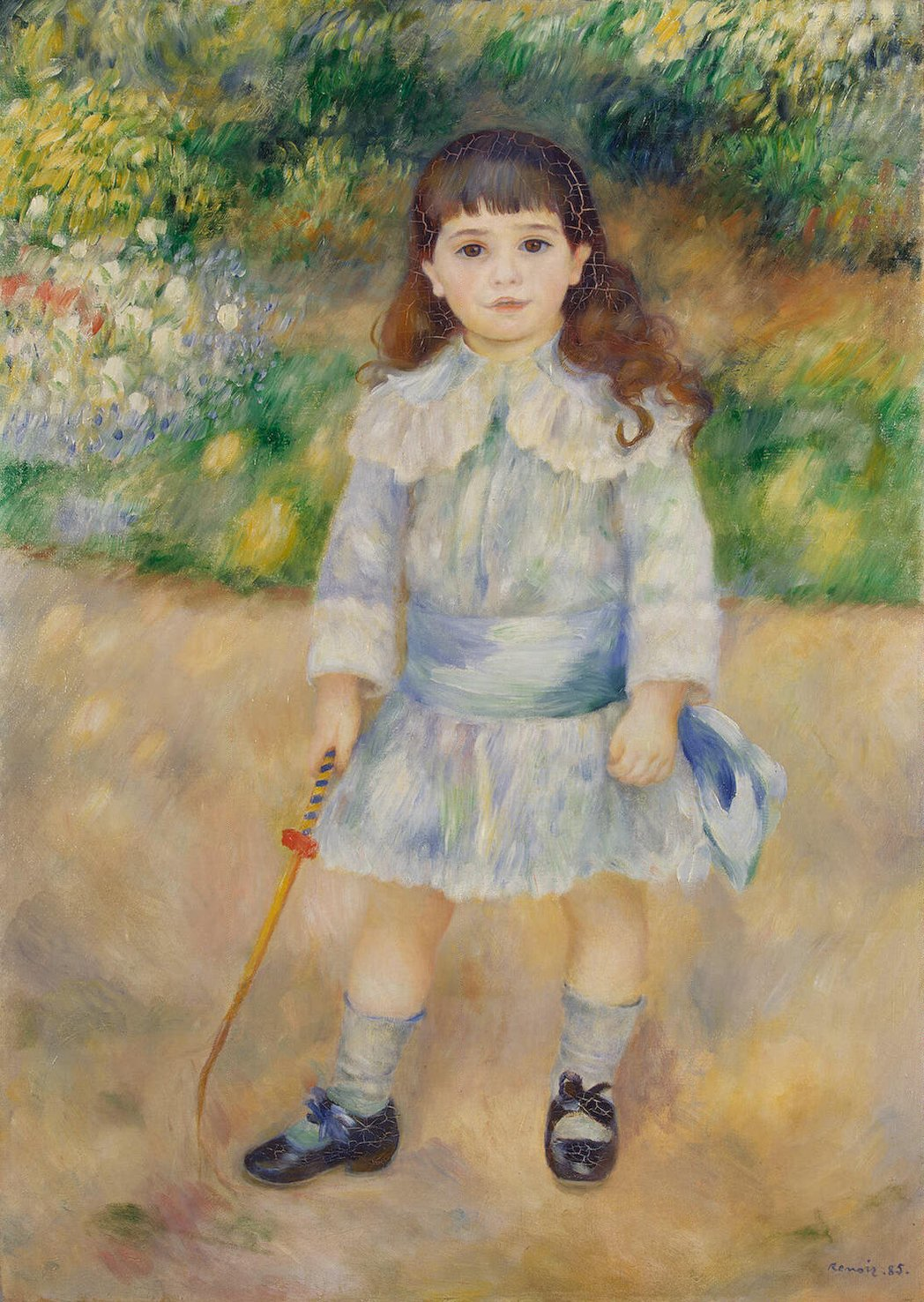
Pierre-Auguste Renoir : L'Enfant au fouet 1885

## Historique
Le tableau Le Petit Lange était d'abord pendant plusieurs décennies la propriété de la famille Lange, avant d'être mis en vente en septembre 1911 par la Galerie Bernheim-Jeune.
Deux mois plus tard, le négociant Alexander von Frey, résidant à l'époque à Paris, acquiert le tableau. Il est exposé en 1913 à la Galerie moderne Heinrich Thannhauser à Munich, puis est acheté par le magnat industriel Paul von Bleichert (de) de Leipzig. Le prochain propriétaire connu est l'industriel et collectionneur d'art suisse Josef Müller (1877–1977) de Soleure. Sa collection qui comporte des œuvres allant de Renoir à Fernand Léger a été accueillie ultérieurement comme donation dans le musée d'art de sa ville. Le tableau Le Petit Lange ne fait toutefois pas partie de cette donation, car Müller l'a vendu à Howard Young, un négociant new-yorkais, par ailleurs oncle de l'actrice Elizabeth Taylor. La propriétaire suivante était Mrs Lewis L. Coburn, de Chicago, qui a prêté pendant plusieurs années le tableau à l'Art Institute of Chicago. Le 2 mars 1944, l'avocat new-yorkais Ralph C. Colin a acquis le tableau lors d'une vente aux enchères organisée par la maison Parke-Bernet. En 1962, le tableau arrive à la Staatlichen Kunsthalle Karlsruhe par l'entremise du négociant d'art Wilhelm Grosshenning de Düsseldorf qui acquiert le tableau sur les fonds de la Loterie du Land,,,.